# Gordon Davies (calciatore 1955)
Godon John Davies (Merthyr Tydfil, 3 agosto 1955) è un ex calciatore gallese, di ruolo attaccante.

## Carriera

### Club
Dopo aver giocato nelle giovanili del Manchester City, tra il 1973 ed il 1978 gioca in Southern Football League (all'epoca una delle principali leghe calcistiche inglesi al di fuori della Football League) con i semiprofessionisti del Merthyr Tydfil, club della sua città natale. Nel 1978 passa poi al Fulham, con cui all'età di 23 anni esordisce tra i professionisti, nella seconda divisione inglese; rimane con i Cottagers per complessive sei stagioni, tra cui due (dal 1980 al 1982) in terza divisione, campionato di cui nella stagione 1981-1982 è anche capocannoniere. Lascia i Cottagers nel corso della stagione 1984-1985 dopo complessive 247 presenze e 114 reti in partite di campionato per accasarsi al Chelsea, club di prima divisione, in cui conclude la stagione realizzando 6 reti in 13 partite di campionato.
Nell'estate del 1986 viene prelevato dal Manchester City, con cui trascorre un'ulteriore stagione in massima serie, nella quale va in rete per 9 volte in 31 presenze (per un bilancio totale in carriera di 44 presenze e 15 reti in questa categoria); nel 1986 fa poi ritorno al Fulham, nel frattempo nuovamente retrocesso in terza divisione: rimane nel club per ulteriori 5 stagioni consecutive, tutte trascorse in questa categoria; pur continuando a giocare con regolarità segna con minor frequenza rispetto alle stagioni precedenti: il suo bilancio totale in partite di campionato nell'arco di questo quinquennio è infatti di 147 presenze e 45 reti, grazie alle quali arriva a complessive 394 presenze e 159 reti in partite di campionato con la maglia del Fulham, club che lascia definitivamente nell'estate del 1991 per andare a giocare nei gallesi del Wrexham, con la cui maglia nel corso della stagione 1991-1992 mette a segno 4 reti in 22 presenze nella quarta divisione inglese. Lascia il club nel febbraio del 1992 per andare a giocare in Norvegia al Tornado, club in cui rimane però solamente fino all'estate del 1992, quando fa ritorno in patria per giocare con i semiprofessionisti del Northwich Victoria, con cui trascorre un'ultima stagione prima di ritirarsi nell'estate del 1993 all'età di 38 anni.

### Nazionale
Tra il 1979 ed il 1986 ha giocato in totale 16 partite nella nazionale gallese, nel corso delle quali ha anche messo a segno 2 reti.

## Palmarès

### Club

#### Competizioni nazionali
- Conference League Cup: 1

Northwich Victoria: 1992-1993

### Individuale
- Capocannoniere della Third Division: 1

1981-1982 (24 gol)